# Metriorrhynchomiris
Metriorrhynchomiris is een geslacht van wantsen uit de familie van de Miridae (Blindwantsen). Het geslacht werd voor het eerst wetenschappelijk beschreven door George Willis Kirkaldy in 1904.

## Soorten
Het genus bevat de volgende soorten:

- Metriorrhynchomiris dislocatus (Say, 1832)
- Metriorrhynchomiris fallax (Reuter, 1909)
- Metriorrhynchomiris illini (Knight, 1941)